# Roseto degli Abruzzi
Roseto degli Abruzzi – miejscowość i gmina we Włoszech, w regionie Abruzja, w prowincji Teramo.
Według danych na rok 2004 gminę zamieszkiwały 21 692 osoby, 417,2 os./km².